# 奧波爾內角
奧波爾內角（英語：Opornyy Point）是南極洲的海岬，位於毛德皇后地的阿斯特里德公主海岸，處於列寧格勒島以北28公里的拉扎列夫冰架西面，在1959年由蘇聯探險隊繪入地圖，現時由南極條約體系管理。